# Coublanc (Haute-Marne)
Coublanc ist eine französische Gemeinde mit 119 Einwohnern (Stand 1. Januar 2022) im Département Haute-Marne in der Region Grand Est. Sie gehört zum Arrondissement Langres und zum Gemeindeverband Auberive, Vingeanne et Montsaugeonnais.

## Geografie
Coublanc liegt am Südrand des Plateaus von Langres, 24 Kilometer südöstlich von Langres an der Grenze zum Département Haute-Saône (Nachbarregion Bourgogne-Franche-Comté). Der Fluss Salon, sowie sein Zufluss Resaigne verlaufen durch das Gemeindegebiet.

## Geschichte
Coublanc ist eine alte Ortschaft. Sie ist ein Etappenort an der Via Francigena. Die Einwohnerzahl ist aber seit der Französischen Revolution rückläufig. Während um 1800 noch 500 Einwohner gezählt wurden, ging die Einwohnerzahl nach dem Zweiten Weltkrieg auf unter 200 Einwohner zurück.

## Bevölkerungsentwicklung
| Jahr      | 1962 | 1968 | 1975 | 1982 | 1990 | 1999 | 2010 | 2018 |
| Einwohner | 178  | 155  | 130  | 128  | 125  | 130  | 129  | 118  |

## Sehenswürdigkeiten
- Église Saint-Pierre et Saint-Paul, Kirche aus dem 12. Jahrhundert, Monument historique[1]
- Lanterne des Morts, Totenleuchte aus dem Jahr 1537, Monument historique[2]